# Yeşilyurt, Güneysu
Yeşilyurt là một xã thuộc huyện Güneysu, tỉnh Rize, Thổ Nhĩ Kỳ. Dân số thời điểm năm 2010 là 141 người.